# Petworth (Royaume-Uni)
Petworth est une petite ville et une paroisse civile située dans le district de Chichester, au sud de l'Angleterre.
Lors du recensement de 2011, sa population était de 3 027 habitants.

## Histoire
Petworth a été victime d'un bombardement au cours de la Seconde Guerre mondiale, le 29 septembre 1942. Un avion allemand, un Heinkel 111, venant du sud, au-dessus de Hoes Farm, a largué trois bombes sur Petworth House. Les bombes ont raté la maison, mais l'une d'elles a rebondi sur un arbre et a atterri sur l'école de North Street, tuant 28 garçons, le directeur Charles Stevenson et l'assistante enseignante Charlotte Marshall,.

## Enseignement
L'école primaire, au sud de la ville, est le seul établissement scolaire. Les enfants y sont admis à partir de six ans. Le collège de  Midhurst (Midhurst Rother College) assure la suite de la scolarité.

## Jumelages
Ranville, Normandie (France)
 San Quirico d'Orcia (Toscane) (Italie).

## Petworth dans l'Art

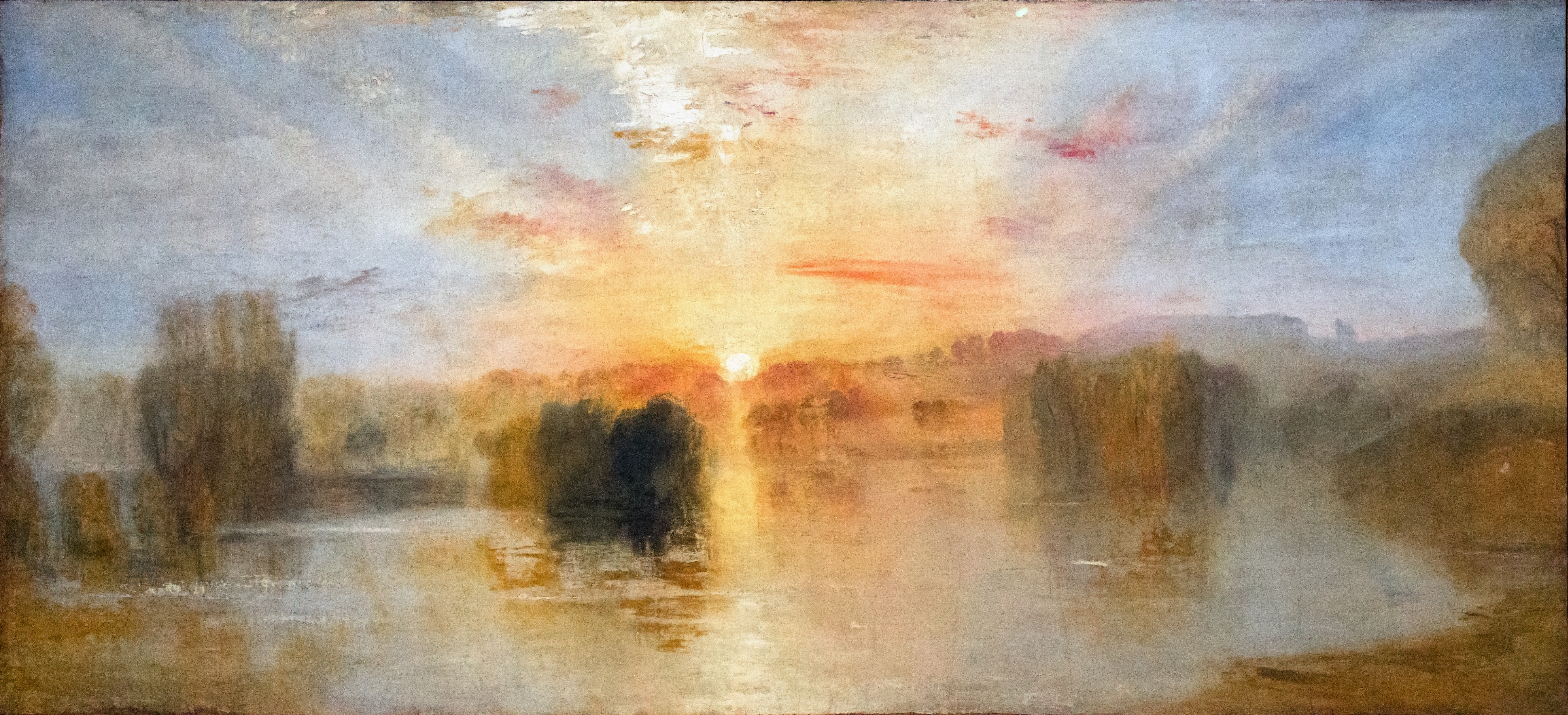
Le Lac, Petworth, Coucher De Soleil - William Turner - Tate Britain